# Problem-Management
Das Problem-Management (engl. problem management) ist einer der Practices für IT-Service-Management nach ITIL sowie anderer Normen wie z. B. ISO/IEC 15504.
Über das Problem-Management werden unbekannte Ursachen für tatsächliche und potentielle Störungen (Incidents) innerhalb der IT-Services untersucht und die Behebung gesteuert.
Anders als das Incident Management arbeitet das Problem-Management sowohl reaktiv als auch proaktiv. Ein wesentliches Ziel ist hierbei die 'dauerhafte Problemlösung'.
Problem-Management analysiert mögliche oder bereits eingetretene Störungen und identifiziert daraus Probleme, die genauer untersucht werden sollen. Die Ursachen werden analysiert und Maßnahmen zu ihrer Verhinderung oder Behebung entwickelt.
Ergebnis dieser Analyse ist entweder ein Known Error (also die nun bekannte Ursache für eine Störung) oder ein Workaround (Umgehungslösung).
Im Problem-Management erarbeitete Umgehungslösungen können dem Incident Management zur Verfügung gestellt werden, um künftig für identische Störungen eine schnelle Wiederherstellung des betroffenen IT-Services zu ermöglichen.
Lösungen für bekannte Fehler (Known Errors) können als Änderungsanforderung (Request for Change) an das Change Management weitergeleitet werden.
Im Rahmen von Software wird ein auf diese Aufgabenstellung speziell ausgerichtetes Problem-Management, dort auch Software-Qualitätssicherung, Fehlermanagement, Bugfixing etc. genannt, betrieben.

## Aufgaben
- Die Ursache für Betriebsstörungen (Probleme) untersuchen
- Probleme dauerhaft beheben und Umgehungslösungen entwickeln
- Sicherung des Wissens über bekannte Problemursachen
- Frühzeitiges Erkennen möglicher Probleme, bevor diese auftreten

## Ziele
- Senkung der Störungsanfälligkeit und nachhaltige Erhöhung der Servicequalität
- Erkennen von Beziehungen zwischen Störungen, gemeinsame Ursachen finden

## Aktivitäten
- Problem Control (Problembehandlung)
- Error Control (Fehlerbehandlung)
- Proaktives Problemmanagement

## Nutzen
- signifikante Reduktion der auftretenden Störungen
- Verbesserung der Zuverlässigkeit der IT Services
- dauerhafte Problemlösung
- Senkung der Qualitätskosten